# Agriphila biarmica
Agriphila biarmica  (лат.) — вид чешуекрылых насекомых из семейства огнёвок-травянок. Распространён в Центральной и Северной Европе, европейской части России, Магаданской области и Канаде. Размах крыльев 13—16 мм. Передние крылья тёмно-бурые, с белой поперечной линией во внешнем поле.